# Kristina Lilley
Pour les articles homonymes, voir Lilley.
Kristina Lilley (New York; 31 août 1963), est une actrice américaine-colombienne.

## Filmographie

### Telenovelas
- Amigas
- The Wilson Family (CAFAM/Inravisión 1976-1978)
- Azúcar (RCN Televisión 1989) - Alejandrina Vallecilla
- La Casa de las Dos Palmas (RCN Televisión 1991) - Matilde Herreros
- Sangre de lobos (Producciones JES 1991)
- Señora Isabel (Coestrellas/Canal A 1993)
- Pasiones secretas (Caracol Televisión/Canal Uno 1994) - Delfina Fonseca de Estevez
- Copas amargas (Coestrellas/Canal A 1996) - Marcela Mejía
- La otra mitad del sol (Cempro Televisión/Canal A 1996) - Soledad
- Las Ejecutivas (1996)
- Dios se lo pague (Caracol Televisión 1997) - Ofelia Richerdson
- Pasión de Gavilanes (Telemundo/Caracol Televisión 2003-2004) - Gabriela Acevedo de Elizondo
- La mujer en el espejo (Telemundo 2004) - Regina Soler
- La Tormenta (Telemundo/Caracol Televisión 2005-2006) - Edelmira Guerrero
- Dame chocolate (Telemundo 2007) - Grace Remington
- El penúltimo beso (RCN Televisión 2009) - Victoria
- Chepe Fortuna (RCN Televisión 2010) - Malvina Samper viuda de Cabrales

### Téléfilms
- 2012 : Sandra Chase : Une innocente en prison (Left to Die)

### Cinéma
- Rosario Tijeras (2004)
- Amores Ilicitos (2007)
- 2009 : The Whole Truth : Detective Winslow
- 2016 : The Belko Experiment de Greg McLean : Victoria Baro
- 2018 : ¿Cómo te llamas? de Ruth Caudeli : Celia